# Batrovci
Batrovci (szerbül Батровци / Batrovci) falu Szerbiában, a Vajdaságban, a Szerémségi körzetben, Sid községben.

## Demográfiai változások
| 1948 | 1953 | 1961 | 1971 | 1981 | 1991 | 2002 |
| ---- | ---- | ---- | ---- | ---- | ---- | ---- |
| 629  | 674  | 653  | 577  | 464  | 399  | 320  |